# Atlapetes rufigenis
Atlapetes rufigenis là một loài chim trong họ Emberizidae.